# Lukas Nmecha
Lukas Nmecha (Hamburg, 1998. december 12. –) német válogatott labdarúgó, a Leeds United játékosa.

## Pályafutása

### Klubcsapatokban
2017. december 19-én mutatkozott be az első csapatban a Leicester City elleni ligakupa-mérkőzésen, mint a Manchester City saját nevelésű játékosa. A hosszabbítás utáni büntetőpárbajban csapata harmadik embereként értékesítette a büntetőt. 2018. április 29-én mutatkozott be a bajnokságban a West Ham United elleni bajnoki mérkőzésen Gabriel Jesus cseréjeként a London Stadionban megrendezett találkozón. A 2018–2019-es szezont kölcsönben a Preston North End csapatánál töltötte a másodosztályban. 2019. augusztus 3-án ismét kölcsönbe került, a német VfL Wolfsburg csapatához.
2020. január 3-án az angol Middlesbrough együtteséhez került kölcsönbe. 2020. augusztus 20-án bejelentették, hogy a 2020-21-es szezont kölcsönben a belga RSC Anderlecht csapatánál tölti kölcsönben.  Szeptember 13-án megszerezte első bajnoki gólját a Cercle Brugge ellen 2–0-ra megnyert bajnoki mérkőzésen. A 2020–2021-es idényt 37 mérkőzésen 18 gólt szerezve zárta.
2021. július 16-án a VfL Wolfsburg szerződtette.
2025. június 15-én jelentették be, hogy az angol Leeds United csapatába igazolt

### A válogatottban

#### Anglia
Többszörös angol korosztályos válogatott labdarúgó. Részt vett a 2017-es U19-es labdarúgó-Európa-bajnokságon, ahol a válogatottal megszerezték első bajnoki címüket. A Csehország elleni elődöntőben az ő góljával jutottak tovább, majd a döntőben is eredményes tudott lenni a portugálok ellen. 2018. május 18-án meghívót kapott az angol U21-es labdarúgó-válogatottba, amely részt vett a Touloni Ifjúsági Tornán. A Mexikó elleni győztes döntőben lépett először pályára a tornán. Novemberben az U20-as válogatottban is bemutatkozott Németország U20-as válogatottja ellen és a 2–0-ra megnyert mérkőzésen gólt szerzett.

#### Németország
2019-ben mutatkozott be a német U21-es labdarúgó-válogatottban az angol U21-es labdarúgó-válogatott ellen az 59. percben Luca Waldschmidt cseréjeként. Hamburg városában született ezért jogosult volt pályára lépni a német válogatottban. Részt vett a 2019-es U21-es labdarúgó-Európa-bajnokságon. 2021. március 15-én bekerült Stefan Kuntz U21-es labdarúgó-Európa-bajnokságra készülő keretébe. 2021. november 11-én debütált a felnőtt válogatottban Liechtenstein elleni világbajnoki selejtezőn.

## Statisztika
2025. május 17-i állapotnak megfelelően.
| Klub                | Szezon   | Bajnokság        | Bajnokság | Bajnokság | Kupa  | Kupa  | Ligakupa | Ligakupa | Nemzetközi | Nemzetközi | Egyéb | Egyéb | Összesen | Összesen |
| Klub                | Szezon   | Osztály          | Mérk.     | Gólok     | Mérk. | Gólok | Mérk.    | Gólok    | Mérk.      | Gólok      | Mérk. | Gólok | Mérk.    | Gólok    |
| ------------------- | -------- | ---------------- | --------- | --------- | ----- | ----- | -------- | -------- | ---------- | ---------- | ----- | ----- | -------- | -------- |
| Manchester City     | 2017–18  | Premier League   | 2         | 0         | 0     | 0     | 1        | 0        | 0          | 0          | —     | —     | 3        | 0        |
| Manchester City U23 | 2017–18  | —                | —         | —         | —     | —     | —        | —        | —          | —          | 2     | 1     | 2        | 1        |
| Preston North End   | 2018–19  | Championship     | 41        | 3         | 1     | 0     | 2        | 0        | —          | —          | —     | —     | 44       | 3        |
| VfL Wolfsburg       | 2019–20  | Bundesliga       | 6         | 0         | 1     | 0     | —        | —        | 5          | 0          | —     | —     | 12       | 0        |
| Middlesbrough       | 2019–20  | Championship     | 11        | 0         | 2     | 0     | 0        | 0        | —          | —          | —     | —     | 13       | 0        |
| Anderlecht          | 2020–21  | Belga Pro League | 37        | 18        | 4     | 3     | —        | —        | —          | —          | —     | —     | 41       | 21       |
| VfL Wolfsburg       | 2021–22  | Bundesliga       | 25        | 8         | 1     | 0     | —        | —        | 5          | 2          | —     | —     | 31       | 10       |
| VfL Wolfsburg       | 2022–23  | Bundesliga       | 16        | 4         | 2     | 0     | —        | —        | —          | —          | —     | —     | 18       | 4        |
| VfL Wolfsburg       | 2023–24  | Bundesliga       | 3         | 1         | 1     | 1     | —        | —        | —          | —          | —     | —     | 4        | 2        |
| VfL Wolfsburg       | 2024–25  | Bundesliga       | 19        | 3         | 1     | 0     | —        | —        | —          | —          | —     | —     | 20       | 3        |
| VfL Wolfsburg       | Összesen | Összesen         | 63        | 16        | 5     | 1     | 0        | 0        | 5          | 2          | 0     | 0     | 73       | 19       |
| Leeds United        | 2025–26  | Premier League   | 0         | 0         | 0     | 0     | 0        | 0        | —          | —          | —     | —     | 0        | 0        |
| Összesen            | Összesen | Összesen         | 160       | 37        | 13    | 4     | 3        | 0        | 10         | 2          | 2     | 1     | 188      | 44       |

## Sikerei, díjai

### Klub
- Manchester City
  - Premier League: 2017–18
  - Angol ligakupa: 2017–18

### Válogatott
- Anglia U17
  - U19-es labdarúgó-Európa-bajnokság: 2017[14]
- Anglia U21
  - Touloni Ifjúsági Torna: 2018[23]
- Németország U21
  - U21-es labdarúgó-Európa-bajnokság: 2021

## Család
Testvére Felix Nmecha a Manchester City akadémiáján nevelkedett és mindketten Németországban születtek és Hamburgban éltek, majd Manchesterbe költöztek a családjukkal. 2023. július 3-án a német Borussia Dortmund szerződtette.